# Sørensen og Rasmussen mod Danmark
Sørensen og Rasmussen mod Danmark var en afgørende sag vedrørende artikel 11 i Den Europæiske Menneskerettighedskonvention (EMRK). Dommen blev afsagt d. 11. januar 2006. Sagen knæsatte princippet om at den negative foreningsfrihed også er beskyttet af artikel 11 og afgjorde, at eksklusivaftaler ikke længere kunne anvendes på det europæiske arbejdsmarked.

## Forløb
Klagerne, begge danske statsborgere, var Morten Sørensen, født i 1975 og bosiddende i Aarhus, og Ove Rasmussen, født i 1959 og bosiddende i Haderslev.

### Sørensen
Den 10. maj 1996 ansøgte Sørensen, der var studerende, om et job som ferievikar for virksomheden FDB Distribution. 
Sørensen fik tilbudt arbejde fra d. 3. juni indtil d. 10. august 1996 og blev informeret om, at vilkårene for hans ansættelse inkluderede obligatorisk medlemskab af fagforeningen SID (nuværende 3F) tilknyttet LO. Sørensen valgte i stedet at indmelde sig i Danmarks Frie Fagforening, som ikke er en del af LO. Den 23. juni 1996 meddelte Sørensen hans arbejdsgiver, at han ikke ønskede at betale for medlemskab af SID, idet han var blevet informeret om, at han som ferievikar, ikke ville blive tildelt fuldt medlemskab af SID. Næste dag blev Sørensen afskediget begrundet i, at han ikke var medlem af et fagforbund under LO. Sørensen indbragte denne afskedigelse for Vestre Landsret på baggrund af foreningsfrihedsloven ikke var i overensstemmelse med EMRK artikel 11, idet loven tillod eksklusivaftaler. Den 18. november 1998 afgjorde Vestre Landsret  at der ikke var sket nogen krænkelse af artikel 11. Denne afgørelse blev stadfæstet af Højesteret.  

### Rasmussen
Rasmussen var gartner. Rasmussen blev medlem af SID i midt-1980erne, men udmeldte sig efter nogle få år, idet han følte sig ude af stand til at støtte SID's politiske overbevisninger, hvorfor Rasmussen indmeldte sig i Krifa. Efter en periode med arbejdsløshed blev Rasmussen tilbud et job i et gartneri på betingelse af at han indmeldte sig i SID, idet der var en eksklusivaftale i gartneriet. Rasmussen startede herefter i jobbet og meldte sig på ny ind i SID, selvom han stadig ikke var enig med SIDs politiske holdninger. 
I 2003 blev et lovforslag fremsat sigtende på at sikre, at det i fremtiden ville være forbudt at indgå eksklusivaftaler. Lovforslaget opnåede ikke flertal. 
Klagerne klagede over at eksklusivaftaler i Danmark krænkede deres ret til foreningsfrihed i henhold til EMRK artikel 11. 

## Menneskerettighedsdomstolens afgørelse
Den Europæiske Menneskerettighedsdomstol (EMRD) udtalte, at artikel 11 skulle fortolkes således at eksklusivaftaler ikke var i overensstemmende hermed. Domstolen udtalte ikke at den positive foreningesfrihed og den negative foreningsfrihed (retten til at stå uden for en forening) skulle tillægges samme beskyttelsesniveau, men overlod en eventuel differenciering i beskyttelsesniveau til senere sager. (præmis 56)
På foreningsfrihedsområdet navnlig i lyset af de sociale og politiske forhold involveret i at opnå en korrekt balance mellem de respektive interesser for arbejdere og ledelse, og i lyset af de store forskelle i de nationale lovgivninger, nyder EMRK-stater en bred margin for hvordan fagforeningsfrihed bliver sikret. (præmis 58) Men, når en stat tillader eksklusivaftaler, som er i modstrid med foreningsfrihedsretten, er marginen for statslig fortolkning overskredet. Særlig vægt blev i den forbindelse lagt på at Danmark dermed åbenlyst lovgav i kollision med artikel 11. Relevansen af eksklusivaftaler blev også tillagt betydning.  
Citat: "although individual interests must on occasion be subordinated to those of a group, democracy does not simply mean that the views of a majority must always prevail: a balance must be achieved which ensures the fair and proper treatment of minorities and avoids any abuse of a dominant position." (præmis 58)
Efter domstolens opfattelse ændrede det faktum, at klagerne "frivilligt" accepterede medlemskab af SID ikke det forhold, at der var et element af tvang i indmeldelserne. Havde de nægtet ville de ikke have fået arbejde. Individer befinder sig ofte i en sårbar situation når job søges og er ivrige efter at acceptere betingelser for arbejdet. (præmis 59)
Domstolen accepterede den danske regerings argument om at klagerne kunne have valgt at søge arbejde hos en arbejdsgiver, der ikke havde en eksklusivaftale og at denne mulighed var åben for dem, idet mindre end 10% af det danske arbejdsmarked var berørt af eksklusivaftaler. Men domstolen vurderede alligevel, at klagerne var individuelt og væsentligt berørt af virkningerne af eksklusivaftaler. (præmis 60) 
Under sagen var det ikke bestridt, at Sørensen kunne have søgt et ferievikar-arbejde et andet sted, hvor eksklusivaftaler ikke var gældende. Der var tilsyneladende tillige enighed om at Sørensen, som 21-årig, der var i gang med universitetsstudier, ikke i det lange perspektiv var afhængig af at beholde hans arbejde hos FDB, som i øvrigt kun var aftalt til at vare 10 uger. Imidlertid blev Sørensen afskediget uden varsel (bortvist) som en direkte konsekvens af hans afvisning af at være medlem af SID og dette krav havde ingen forbindelse med hans evne til at udføre hans arbejde eller hans evne til at tilpasse sig arbejdspladsens forventninger. En sådan konsekvens var alvorlig og i stand til at krænke selve substansen af foreningsfrihedsretten i den negative forstand beskyttet af artikel 11. 
Det var umuligt at vide om Rasmussen ville have forblevet arbejdsløs, såfremt han ikke havde accepteret dette arbejde eller om at ville have kunnet finde et arbejde uden eksklusivaftale. Det var imidlertid sikkert, at såfremt Rasmussen udmeldte sig af SID, så ville han blive afskediget. Endvidere var eksklusivaftaler ret udbredte i denne sektor af arbejdsmarkedet. Under disse omstændigheder vurderede Domstolen at Rasmussen var tilstrækkeligt individuelt og væsentligt berørt af eksklusivaftaler til at være klageberettiget. 
Med hensyn til om klagernes personlige holdninger var krænkede, anførte begge at de modsatte sig medlemskab af SID under hensyn til SID's politiske synspunkter. Selvom de fravalgte politisk tilskud i deres medlemskab fik de intet fradrag i deres medlemskontingent. Der var, uanset kontingentets størrelse, ingen garanti for, at medlemskab af SID ikke ville medføre nogen form for indirekte støtte til politiske partier, som SID støttede økonomisk. 
Under hensyn til disse omstændigheder konkluderede domstolen at tvangen til medlemskab af SID var en krænkelse af selve substansen af foreningsfrihedsretten, garanteret af artikel 11. 
Domstolen vurderede, at lovgivningsmæssige forsøg på at eliminere eksklusivaftaler i Danmark reflekterede den tendens i medlemsstaterne, at sådanne eksklusivaftaler ikke var essentielle for at sikre fagforeningers eller deres medlemmers rettigheder og at relevant vægt måtte ligges på individers ret til at melde sig ind i fagforeninger af egen fri vilje uden frygt for at dette vil berøve dem deres levebrød. Kun meget få medlemsstater, herunder Danmark og Island, fortsatte med at tillade eksklusivaftaler på tidspunktet for afgørelsen. Desuden havde domstolen ikke modtaget nogen klager fra Danmark i relation til de mange medlemsstater, der allerede havde afskaffet eksklusivaftaler. Der var således ganske lidt sympati for eksklusivaftaler i medlemsstaterne. Og forskellige europæiske tiltag indikerede at eksklusivaftaler ikke var uundværlige. 
Domstolen konkluderede, at Danmark havde undladt at beskytte klagernes negative foreningsfrihed og dermed havde krænket EMRK artikel 11 i forhold til begge klagere. 

## Betydning
Dommen medførte at eksklusivaftaler, som indtil 2006 havde været bredt anvendt på det danske arbejdsmarked, ikke længere kunne anvendes. Den danske foreningsfrihedslov blev ændret med virkning fra d. 29. april 2006, således at loven blev bragt i overensstemmelse med denne afgørelse. Danske lønmodtagere kunne herefter frit vælge hvilken fagforening de ønskede at være medlem af.